# Esbart Mare de Déu de Brugués
L'Esbart Mare de Déu de Brugués o Esbart Brugués és un Esbart dansaire de Gavà (Baix Llobregat, Catalunya) inscrit a l'Agrupament d'Esbarts Dansaires. Deu el seu nom a la Mare de Déu de Bruguers, una marededeu trobada i venerada a l'ermita de Bruguers de Gavà.
L'Esbart Brugués fou format l'any 1997 o 2000 per Imma Giner, i per Carnestoltes d'aquell any balla la Tornaboda per primer cop. Aquell any, també van participar l'Esbart la Tornaboda de Gavà i l'escola de dansa Estudispei, que l'havien ballat des de l'any 1996. El cos de dansa de l'Esbart Brugués fou uns dels representants de la cultura tradicional catalana dins del Festival Prague Folklore Days 2008 a Praga.
El 2010, Joan Martí Vives, un dels dansaires del cos de dansa, pren la direcció de l'entitat.